# In The Zone (feat. Em)
In The Zone är en sång skriven av Christian Oscarsson och Linda Sonnvik framförd av svenska dansduon Soundstreamers (som utgörs av Oscarsson och Sonnvik) med gästartisten Em Appelgren.
Singeln släpptes den 27 november 2015. Låten klättrade upp på plats 33 på Spotify’s viral lista i Tyskland. Låten spred sig snabbt runt om i Europa och har idag över 250.000 streams på musikstreaming-tjänsten Spotify.
Musikbloggs-jättar som PopMusik och Scandipop skrev även om låten.
| ”           | Very good. The bass is turned up to an ear tickling level. In fact, everything is turned up to ear tickling level. | „ |
| – Scandipop | |   |

## Listplaceringar

### Internationella listor
| Viral listan Spotify 2015 | Topplacering |
| ------------------------- | ------------ |
| Tyskland                  | 33           |